# Els Plans de Sió
Els Plans de Sió är en kommun i Spanien.   Den ligger i provinsen Província de Lleida och regionen Katalonien, i den östra delen av landet, 400 km öster om huvudstaden Madrid. Antalet invånare är 569. Arean är 56 kvadratkilometer. Els Plans de Sió gränsar till Tàrrega, Ossó de Sió, Torrefeta i Florejacs, Guissona, Cervera och Granyanella. 
Terrängen i Els Plans de Sió är platt.